# Häuser Kran

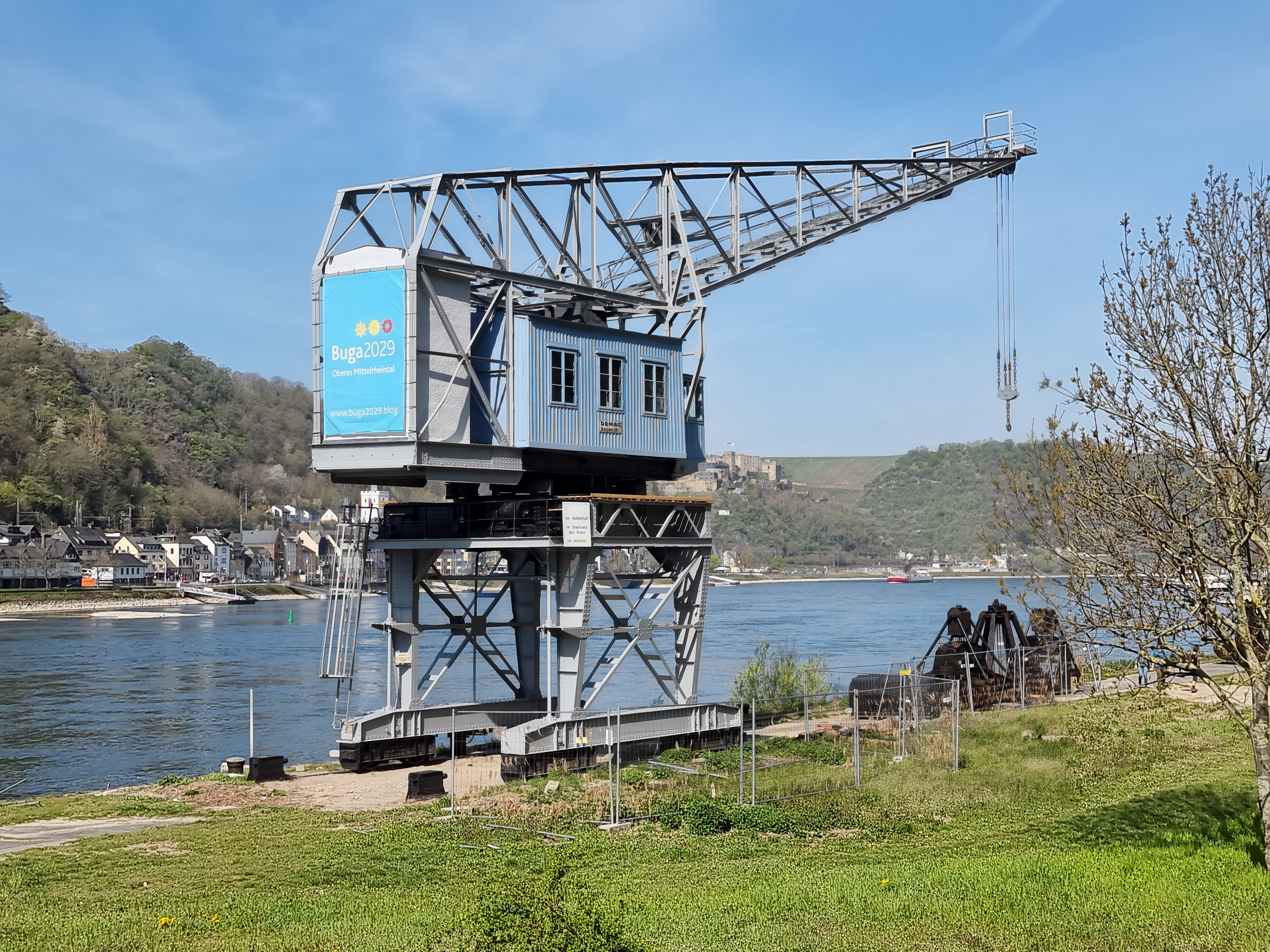
Häuser Kran nach der Renovierung mit Werbung für die BUGA 2029.

Der Häuser Kran (auch Häusener Kran) ist ein Portaldrehkran in St. Goarshausen im Rhein-Lahn-Kreis. Der denkmalgeschützte Kran liegt im UNESCO-Welterbe Oberes Mittelrheintal.

## Geschichte
Der im Jahr 1917 von der Maschinenfabrik Jäger aus Duisburg (später DEMAG) erbaute Kran ist um 360 Grad drehbar und hat einen 25 m langen Auslegerarm. Seine Tragfähigkeit beträgt 8000 kg. Angetrieben wurde er von drei Motoren. Er war am Rhein einer der ersten und größten elektrisch betriebenen Kräne.
Gelegen am St. Goarshausener Loreleyhafen, wurden hier Güter wie Steine, Koks, Sand und Getreide zwischen der Rheinschifffahrt und der Nassauischen Kleinbahn umgeladen, die von St. Goarshausen über Nastätten und Holzhausen nach Zollhaus fuhr.
Bei Niedrigwasser diente der Kran der Leichterung der Schiffe. Die Ladung wurde zwischengelagert und das Schiff konnte seine Fahrt mit weniger Tiefgang fortsetzen.
1999 wurde er nach 82 Jahren Betriebszeit stillgelegt. 2020 begannen umfassende Renovierungsmaßnahmen zum Erhalt des Kranes, die 2021 abgeschlossen wurden.

## Bedeutung
Der Häuser Kran steht in einer langen Tradition von Kränen am Rhein, wie der Oestricher Kran,  der Rheinkran in Bingen, der Alte Krahnen in Andernach oder der ehemalige Koblenzer Rheinkran belegen. Der Kran sowie seine Einrichtung sind noch im Originalzustand erhalten und stellen somit als Technikdenkmal ein bedeutendes Zeugnis für die Verbindung von Schifffahrt und Technikgeschichte in der Kulturlandschaft Oberes Mittelrheintal dar.